# Maierhof (Wernberg-Köblitz)
Maierhof ist ein Ortsteil der oberpfälzischen Marktgemeinde Wernberg-Köblitz im Landkreis Schwandorf des Regierungsbezirks Oberpfalz im Freistaat Bayern.

## Geografie
Maierhof liegt 5,2 Kilometer westlich des Autobahnkreuzes Oberpfälzer Wald, 6 Kilometer südwestlich von Wernberg-Köblitz. Nördlich von Maierhof befindet sich das Quellgebiet des Hafnerbaches.

## Etymologie
Der Ortsname Maierhof ist von einem Bauerngehöft oder -gebäude lat. „maiores villae“ abzuleiten, in dem in seiner Geschichte einmal der Verwalter (der Meier/Maier) eines adligen oder geistlichen Gutshofes gelebt hat. Viele dieser Höfe, die später als Gutshöfe oder Bauernhöfe verpachtet wurden, haben den Zusatz Maierhof vorangestellt. Als ursprünglicher „Maierhof“ wird im Häuserbuch Wernberg-Köblitz der Hof Nr. 1 bezeichnet, den 1958 Josef Kreckl übernommen hatte. Er entspricht jedoch nicht mehr der ursprünglichen Größe, da das Anwesen 1778 „abgetrümmert“ wurde.

## Geschichte
1912 wurden bei Maierhof (auch: Mairhoff, Maihoffen, Mayerhoff, Mayrhof, Meyerhof) hallstattzeitliche archäologische Funde gemacht. Diese Funde beweisen eine Besiedelung dieser Region in der Zeit 800 bis 500 v. Chr.

### 11. bis 18. Jahrhundert
Vom 11. bis zum 13. Jahrhundert gehörte Maierhof zur Mark Nabburg und zum Besitz der Diepoldinger. Die Mark Nabburg wurde Anfang des 11. Jahrhunderts erstmals in Urkunden erwähnt. Ende der 1070er Jahre erlangte sie ihre Selbständigkeit unter Kaiser Heinrich IV. und den schwäbischen Diepoldingern. Diepold II. von Vohburg nannte sich erstmals Markgraf. Ihm folgte 1078 sein Sohn Diepold III. von Vohburg. Nach dessen Tod im Jahr 1146 gelangte die Mark Nabburg kurzzeitig in den Besitz von Gebhard III. von Sulzbach.
Ab 1149 hörte die Mark Nabburg auf zu existieren. Die Nachfahren Diepolds III. behielten nur ihre Hausgüter in Nabburg, Etzelhof, Wölsendorf, Friedersdorf, Kagern (unklar: Kagern (Tiefenbach)? oder abgegangen), Saltendorf, Maierhof und Neunaigen. Nach dem Aussterben dieser Linie der Diepoldinger fielen diese Güter 1254 an die in Nabburg ansässige Linie der Wittelsbacher.
Die Dörfer Maierhof und Oberndorf liegen nebeneinander in Flurgemeinschaft. Deshalb werden sie oft gemeinsam aufgeführt.
Maierhof wurde im Salbuch von 1413 aufgeführt. Von einem Untertan namens Järel wurde eine Steuer zu Walpurgis und zu Michaelis von jeweils 5 Schilling erhoben und von einer Untertanin namens Älwlin zu Walpurgis und zu Michaelis jeweils 3 Schilling. Im Salbuch von 1473 wurde Maierhof mit einer Steuer von 6 Pfund verzeichnet. Im Salbuch von 1513 war Maierhof mit Geldzins zu Walpurgis und zu Michaelis von 3 Höfen und einem jährlichen Jägergeld von 3 Höfen verzeichnet.
Während des Dreißigjährigen Krieges erlebte die Region einen Bevölkerungsrückgang. Maierhof und Oberndorf zusammen hatten 1500 8 Untertanen, 1523 und 1583 9 Untertanen, 1631 8 Untertanen, 1658 7 Untertanen und 1712 8 Untertanen. Die Kriegsaufwendungen betrugen 1079 Gulden.
Im Türkensteueranlagsbuch von 1606 waren für Oberndorf und Maierhof zusammen 6 ganze Höfe, 1 Halbhof, 1 Gut, 1 Haus, 20 Ochsen, 28 Kühe, 25 Rinder, 3 Stiere, 7 Schweine, 8 Frischlinge, 60 Schafe und eine Steuer von 29 Gulden 25 Kreuzer eingetragen. Die Herdstättenbücher von 1721 und 1762 zeichneten ebenfalls Oberndorf und Maierhof zusammen auf. Im Herdstättenbuch von 1721 waren 9 Anwesen, 10 Häuser und 10 Feuerstätten verzeichnet. Im Herdstättenbuch von 1762 waren 9 Herdstätten, 5 Inwohner und eine Herdstätte im Hirtenhaus mit einem Inwohner verzeichnet.
1808 hatte Maierhof 5 Anwesen:
- Loschenhof, Inhaber Johann Lotter
- Martinhof, Inhaber Georg Mailer
- Veitlhof, Inhaber Georg Krebl
- Schneiderhof, Inhaber Joseph Schönberger
- Fridl-Tripflhäusl, Inhaber Michael Benedikt[6]

### 19. und 20. Jahrhundert
1808 begann in Folge des Organischen Ediktes des Innenministers Maximilian von Montgelas in Bayern die Bildung von Gemeinden. Dabei wurde das Landgericht Nabburg zunächst in landgerichtische Obmannschaften geteilt. Maierhof kam zur Obmannschaft Saltendorf. Zur Obmannschaft Saltendorf gehörten: Saltendorf, Damelsdorf, Neunaigen, Oberndorf und Maierhof.
Dann wurden 1811 in Bayern Steuerdistrikte gebildet. Dabei kam Maierhof zum Steuerdistrikt Oberndorf. Der Steuerdistrikt Oberndorf bestand aus dem Dorf Oberndorf, dem Weiler Maierhof und der königlichen Waldung Hailohe. Er hatte 13 Häuser, 90 Seelen, 145 Morgen Äcker, 25 Morgen Wiesen, 60 Morgen Holz, 20 Morgen öde Gründe und Wege, 20 Ochsen, 15 Kühe, 25 Stück Jungvieh, 30 Schafe und 16 Schweine.
Schließlich wurde 1818 mit dem Zweiten Gemeindeedikt die übertriebene Zentralisierung weitgehend rückgängig gemacht und es wurden relativ selbständige Landgemeinden mit eigenem Vermögen gebildet, über das sie frei verfügen konnten. Hierbei kam Maierhof zur Ruralgemeinde Neunaigen. Die Gemeinde Neunaigen bestand aus den Ortschaften Neunaigen mit 51 Familien, Holzhammer mit 3 Familien, Oberndorf mit 11 Familien und Maierhof mit 9 Familien.
1972 wurde die Gemeinde Neunaigen in die Gemeinde Oberköblitz eingegliedert. 1974 wurde die Gemeinde Oberköblitz mit dem Markt Wernberg zur Gemeinde Wernberg-Köblitz zusammengelegt.
Maierhof gehört zur Expositur St. Vitus, Neunaigen, Pfarrei Kemnath am Buchberg, Dekanat Nabburg. 1997 hatte Maierhof 41 Katholiken.

## Einwohnerentwicklung ab 1819
| Jahr | Einwohner  | Gebäude |
| ---- | ---------- | ------- |
| 1819 | 9 Familien | k. A.   |
| 1828 | 35         | 5       |
| 1838 | 32         | 5       |
| 1864 | 44         | 24      |
| 1875 | 37         | 28      |
| 1885 | 35         | 6       |
| 1900 | 32         | 6       |
| 1913 | 33         | 7       |

| Jahr | Einwohner | Gebäude |
| ---- | --------- | ------- |
| 1925 | 40        | 6       |
| 1950 | 47        | 8       |
| 1961 | 38        | 7       |
| 1964 | 38        | 7       |
| 1970 | 45        | k. A.   |
| 1987 | 41        | 10      |
| 2011 | 40        | k. A.   |